# Bolitoglossa compacta
Espèce
Statut de conservation UICN

 EN B1ab(iii) : En danger
Bolitoglossa compacta est une espèce d'urodèles de la famille des Plethodontidae.

## Répartition
Cette espèce se rencontre au Costa Rica, non loin de la frontière avec le Panama et sur la façade Pacifique, entre 1 650 et 1 980 m d'altitude, et dans l'Ouest du Panama, sur les façades Pacifique et Atlantique, entre 1 810 et 2 780 m d'altitude.

## Description
Bolitoglossa compacta mesure entre 100 et 143 mm de longueur totale dont un peu moins de la moitié pour la queue. Les mâles mesurent sans la queue de 44 à 53 mm et les femelles de 68 à 74 mm. Son dos est brun ou noir avec des taches orange ou rouges. Son ventre est brun uniforme.

## Publication originale
- Wake, Brame & Duellman, 1973 : New species of salamanders, genus Bolitoglossa, from Panama. Contributions in Science. Natural History Museum of Los Angeles County, no 248, p. 1-19 (texte intégral).